# Gippsland Trophy 2021
Il Gippsland Trophy 2021 è stato un torneo professionistico di tennis giocato all'aperto sul cemento. È stata la prima edizione del torneo facente parte della categoria WTA 500 nell'ambito del WTA Tour 2021. Il torneo si è svolto a Melbourne Park in Australia, dal 31 gennaio al 7 febbraio 2021. È stato organizzato in concomitanza con il Yarra Valley Classic, per sopperire alla mancanza di tornei dovute alle restrizioni del governo dell'isola, per le giocatrici che avrebbero dovuto disputare uno di questi tornei ma che non hanno potuto a causa dell'ulteriore periodo di quarantena è stato organizzato anche il Grampians Trophy.

## Partecipanti al singolare

### Teste di serie
| Nazionalità | Giocatrice             | Ranking* | Testa di serie |
| ----------- | ---------------------- | -------- | -------------- |
| Romania     | Simona Halep           | 2        | 1              |
| Giappone    | Naomi Ōsaka            | 3        | 2              |
| Ucraina     | Elina Svitolina        | 5        | 3              |
| Bielorussia | Aryna Sabalenka        | 7        | 4              |
| Regno Unito | Johanna Konta          | 14       | 5              |
| Polonia     | Iga Świątek            | 17       | 6              |
| Belgio      | Elise Mertens          | 20       | 7              |
| Rep. Ceca   | Karolína Muchová       | 27       | 8              |
| Russia      | Ekaterina Aleksandrova | 33       | 9              |
| Cina        | Wang Qiang             | 34       | 10             |
| Cina        | Zheng Saisai           | 42       | 11             |
| Francia     | Caroline Garcia        | 44       | 12             |
| Lettonia    | Jeļena Ostapenko       | 45       | 13             |
| Stati Uniti | Cori Gauff             | 48       | 14             |
| Slovenia    | Polona Hercog          | 49       | 15             |
| Germania    | Laura Siegemund        | 51       | 16             |

* Ranking al 25 gennaio 2021.

### Altre partecipanti
Le seguenti giocatrici hanno ricevuto una wild card:
- Destanee Aiava
- Olivia Gadecki
- Arina Rodionova
- Astra Sharma

Le seguenti giocatrici sono entrate in tabellone come alternate:
- Caty McNally
- Monica Niculescu

Le seguenti giocatrici sono entrate in tabellone con il ranking protetto:
- Katie Boulter
- Rebecca Marino
- Anastasija Potapova
- Wang Yafan

Le seguenti giocatrici sono state selezionate tra le qualificate per gli Australian Open:
- Tímea Babos
- Sara Errani
- Mayo Hibi
- Kaja Juvan
- Rebecca Marino
- Whitney Osuigwe
- Chloé Paquet
- Valerija Savinych

Le seguenti giocatrici sono state selezionate tra le possibili lucky loser degli Australian Open:
- Mihaela Buzărnescu
- Lesja Curenko
- Varvara Lepchenko
- Anna Karolína Schmiedlová
- Lesja Curenko

### Ritiri
Prima del torneo
- Zarina Dijas → sostituita da  Monica Niculescu
- Nao Hibino → sostituita da  Caty McNally

Durante il torneo
- Karolína Muchová
- Naomi Ōsaka

## Partecipanti al doppio

### Teste di serie
| Nazione       | Giocatore          | Nazione       | Giovatore             | Ranking* | Testa di serie |
| ------------- | ------------------ | ------------- | --------------------- | -------- | -------------- |
| Rep. Ceca     | Barbora Krejčíková | Rep. Ceca     | Kateřina Siniaková    | 15       | 1              |
| Taipei cinese | Chan Hao-ching     | Taipei cinese | Latisha Chan          | 30       | 2              |
| Canada        | Gabriela Dabrowski | Stati Uniti   | Bethanie Mattek-Sands | 32       | 3              |
| Slovenia      | Andreja Klepač     | Belgio        | Elise Mertens         | 46       | 4              |
| Australia     | Samantha Stosur    | Cina          | Zhang Shuai           | 60       | 5              |
| Stati Uniti   | Hayley Carter      | Brasile       | Luisa Stefani         | 64       | 6              |
| Germania      | Laura Siegemund    | Russia        | Vera Zvonarëva        | 75       | 7              |
| Russia        | Anna Blinkova      | Russia        | Veronika Kudermetova  | 75       | 8              |

* Ranking aggiornato al 25 gennaio 2021.

### Altre partecipanti
Le seguenti coppie hanno ricevuto una wild card:
- Destanee Aiava /  Astra Sharma
- Dar'ja Gavrilova /  Simona Halep
- Abbie Myers /  Ivana Popovic

La seguente coppia è entrata in tabellone con il ranking protetto:
- Mona Barthel /  Zhu Lin

### Ritiri
Durante il torneo
- Dar'ja Gavrilova /  Simona Halep

## Punti
| Evento    | V   | F   | SF  | QF  | 3T   | 2T | 1T |
| Singolare | 470 | 305 | 185 | 100 | 55   | 30 | 1  |
| Doppio    | 470 | 305 | 185 | 100 | N.D. | 55 | 1  |

## Montepremi
| Evento    | V       | F       | SF      | QF     | 3T     | 2T     | 1T     |
| Singolare | $50 000 | $33 520 | $18 610 | $8 770 | $5 550 | $4 250 | $3 000 |
| Doppio    | $20 890 | $13 370 | $8 350  | $4 310 | N.D.   | $2 670 | $2 020 |

## Campionesse

### Singolare
Elise Mertens ha sconfitto in finale  Kaia Kanepi con il punteggio di 6–4, 6–1.
- È il sesto titolo in carriera per Mertens, primo della stagione.

### Doppio
Barbora Krejčíková /  Kateřina Siniaková hanno sconfitto in finale  Chan Hao-ching /  Latisha Chan con il punteggio di 6–3, 7–6(4).